# Baba Sissoko
Baba Sissoko est un musicien percussionniste malien né le 8 mars 1963 à Bamako.
Ses instruments de prédilection sont le tama (tambour parlant), le ngoni, le kamale ngoni, le balafon et la calebasse.

## Biographie
Baba Sissoko est issue d’une famille de griots. Il commence à jouer du tama  accompagnant son grand-père.
Il entre dans l'Assemblée instrumentale de Mali comme joueur de Ngoni et Tama. En 1991, il fonde le groupe Taman Kan puis en 1993 le groupe Bamada avec Habib Koité .
Depuis 1999, il est installé en Italie. Il remporte le Tamani d’honneur lors des trophées de la musique au Mali en 2007.
En 2010, il participe à l'album AfroCubism enregistré à Madrid en Espagne par le guitariste cubain Eliades Ochoa et les musiciens maliens Toumani Diabaté, Kassé Mady Diabaté, Lassana Diabaté, Djelimady Tounkara, Bassekou Kouyaté et Baba Sissoko,.

## Discographie
- Baba Sissoko & Taman Kan, “Taman Kan”, 1995
- Baba Sissoko, “Djana”, 1999
- Baba Sissoko & Taman Kan, “Live in Studio”, 2000
- Baba Sissoko and Mario Artese, “Griots”, 2001
- Baba Sissoko, “Djeliya”, 2004
- Baba Sissoko, with Famondou Don Moye & Maurizio Capone, “Folk Bass Spirit Suite”, 2004
- Baba Sissoko Trio, “Bolokan”, 2005
- Baba Sissoko, “AfroJazz Live”, 2005
- Baba Sissoko & Taman Kan, “Mali Music”, 2005
- Baba Sissoko, “Djekafo”, 2006
- Baba Sissoko with Eloi Boudimont (Fanfare et Chouer), “Mali Mali”, 2007
- Baba Sissoko Jazz Ensemble, “Bamako Jazz”, 2007
- Baba Sissoko, “Bibisa Solo – moi je m’amuse”, 2008
- Baba Sissoko Aka Moon & Black Machine, “Culture Griot”, 2009
- Baba Sissoko e Il Pozzo Di San Patrizio, “The Eyes Over the World”, 2010
- Baba Sissoko Busch Werk & The Masters of Groove, “Trance”, 2011
- Baba Sissoko “Mali Tamani Revolution”, 2011
- Baba Sissoko, “Sahel”, 2011
- Baba Sissoko, Officina Zoé, “Taranta Nera” 2012
- Baba Sissoko Afroblues, “African Griot Groove”, 2012
- Baba Sissoko Djeli Mah Damba Koroba, “Baba et sa maman” 2013
- Baba Sissoko, Saulius Petreikis, Indre Jurgeleviciute, Laurita Peleniute, Viktoras Diawara, “MaLituanie”, 2013
- Baba Sissoko, "Tchi Wara", 2014
- Baba Sissoko with Antonello Salis & Famoudou Don Moye, "Jazz (R)Evolution" 2015
- Baba Sissoko, "Three Gees", 2015